# Pealius setosus
Pealius setosus là một loài côn trùng cánh nửa trong họ Aleyrodidae, phân họ Aleyrodinae.
Pealius setosus được Danzig miêu tả khoa học đầu tiên năm 1964.